# Keulse Vaart

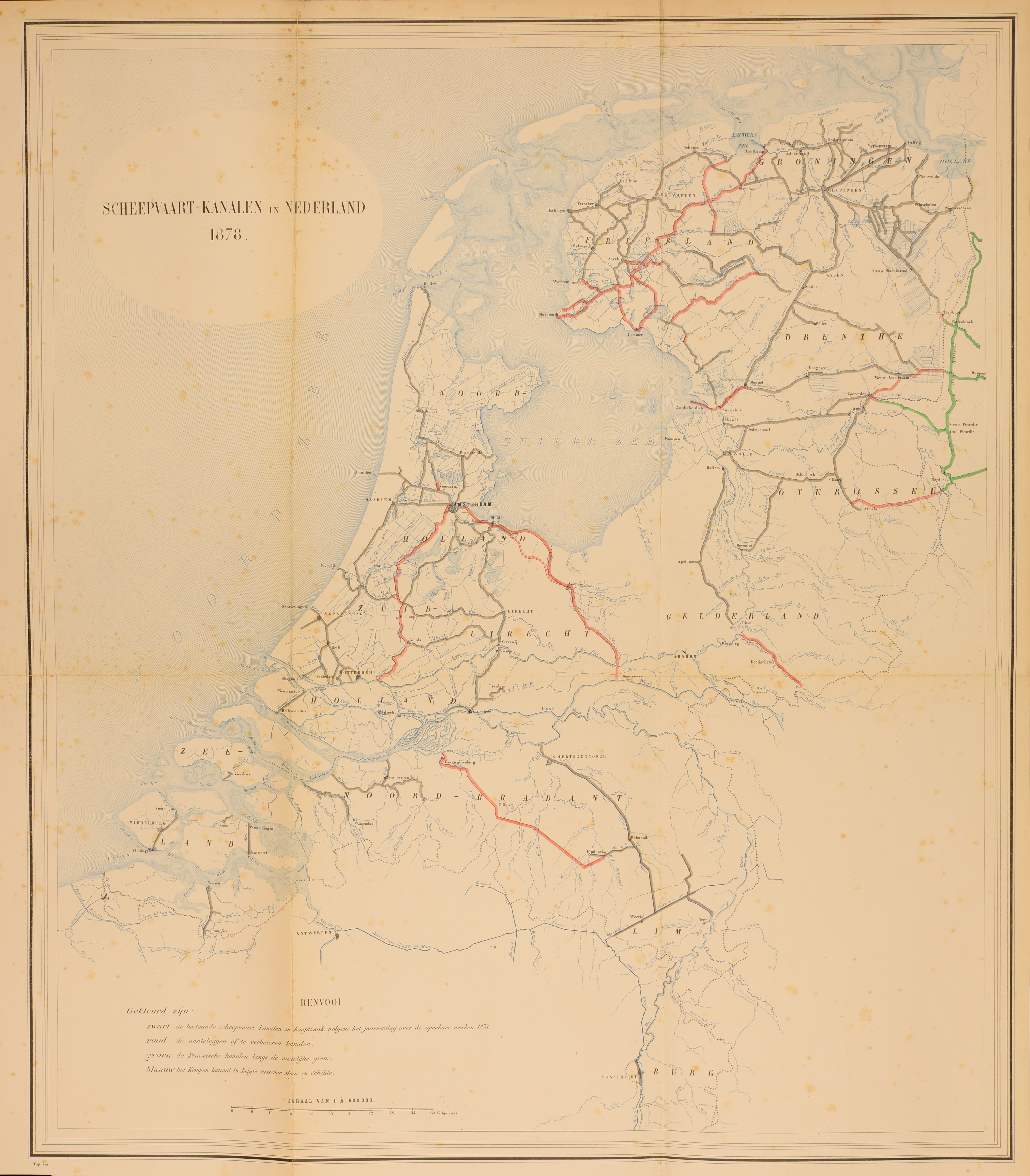
Bestaande en (in rood) voorgenomen vaarwegen uit de Kanalenwet van 1878. De wet werd verworpen en de Keulse Vaart bleef tot aan de aanleg van het Merwedekanaal de verbinding van Amsterdam met de Rijn

De Keulse Vaart was een negentiende-eeuws kanaal in de Nederlandse provincies Noord-Holland, Utrecht en Zuid-Holland. Het verbond Amsterdam, via Utrecht met de Lek bij Vreeswijk. In het verlengde lag het Zederikkanaal tussen de Lek bij Vianen en de Boven-Merwede bij Gorinchem.

## Geschiedenis
De wet om het kanaal aan te leggen werd aangenomen in 1821, tijdens de regeerperiode van koning Willem I. De Keulse Vaart was in 1825 klaar.
Voor het kanaal werd voornamelijk gebruikgemaakt van bestaande waterwegen. De vaarroute volgde achtereenvolgens de Amstel, Weespertrekvaart, Gaasp, Smal Weesp, Vecht inclusief de Reevaart, de Utrechtse Stadsbuitengracht en de Vaartsche Rijn.
De wateren werden verbreed en verdiept en bestaande schutsluizen vernieuwd, zoals die te Weesp en Vreeswijk. Voorts werden de bruggen beweegbaar gemaakt. De verbinding was een verbetering vergeleken met de daarvoor bestaande situatie, maar al na enkele decennia voldeed de Keulse Vaart niet meer en werden nieuwe plannen gemaakt voor verbetering van de verbinding tussen Amsterdam en de grote rivieren. Uiteindelijk werd in 1892 het kanaal deel van het Merwedekanaal. De benaming Keulsche Vaart werd, althans informeel, nog wel tot tussen de wereldoorlogen gebruikt.
Centrum: Drift · Kromme Nieuwegracht · Nieuwegracht · Oudegracht · Plompetorengracht · Stadsbuitengracht

Overig: Achtkantemolenvliet · Alendorperwetering · Amsterdam-Rijnkanaal · Biltsche Grift · Blekersgracht · Bijleveld · Haarrijn · Heicop · Heren- of Moesgracht · Jutfase Wetering . Keulse Vaart · Koekoeksvaart · Kromme Rijn · Kruisvaart/Bloemgracht · Lange Vliet · Leidse Rijn · Liesveldse Wetering · Maria- of Kruisvaartdwarsgracht · Merwedekanaal · Middelwetering (Heicop) · Middelwetering (Vleuterweide) . Minstroom · Noorderstroom · Oosterstroom · Otterstroom · Oude Rijn · Oude Wetering . Reijerscopse Wetering . Rijn . Uraniumkanaal · Vaartsche Rijn · Vecht · Vikingrijn · Vleutense Wetering · Westerstroom · IJlandsche Wetering · IJsselwetering . Zwarte Water